# Выкатной
Выкатно́й (Ре́йд-Выкатно́е, Выкатно́е) — посёлок в Ханты-Мансийском районе ХМАО, административный центр сельского поселения Выкатной.
Выкатной был построен в 1951 году при лесопильном заводе. Лес к нему сплавляли по реке Конда.
Посёлок делится на Северную и Южную части. В более крупной, Южной, части находится 3 магазина, почта и здание сельсовета, клуб, детсад, школа, ФАП, в Северной — 1 магазин.

## Население
| 2010 |
| ---- |
| 727  |

## Улицы
- Лесная ул.
- Московская ул.
- Надежд ул.
- Рабочий пер.
- Северный пер.
- Таёжная ул.
- Торговый пер.
- Школьная ул.
- Школьный пер.